# UN-Vertragsorgan
Die UN-Vertragsorgane (UN Treaty Bodies) sind Fachausschüsse der Vereinten Nationen, die die Einhaltung internationaler Menschenrechtsabkommen überwachen, indem sie Empfehlungen und Stellungnahmen abgeben. Sie bestehen aus von den Vertragsstaaten bestimmten Sachverständigen und sind in der Regel beim Hohen Kommissar der Vereinten Nationen für Menschenrechte (UNHCHR) in Genf angesiedelt. Ihre Rechtsmeinungen stellen wichtige Hilfen für die Auslegung der Abkommen dar, sind allerdings völkerrechtlich nicht aus sich heraus verbindlich. Ihre genauen Funktionen und Kompetenzen variieren je nach Abkommen. Die meisten der Vertragsorgane sind befugt, Individualbeschwerden entgegenzunehmen. Darüber hinaus bestehen in der Regel Berichterstattungsverfahren und Möglichkeiten zur Beschwerde durch Staaten.
Es existieren zehn Vertragsorgane, die jeweils für die Überwachung eines Menschenrechtsabkommens zuständig sind:
1. UN-Menschenrechtsausschuss  (Committee on Civil and Political Rights – CCPR) oder auch als (Human Rights Committee – HRC) bezeichnet
2. UN-Ausschuss für wirtschaftliche, soziale und kulturelle Rechte (Committee on Economic, Social and Cultural Rights – CESCR)
3. UN-Ausschuss für die Beseitigung der Rassendiskriminierung (Committee on the Elimination of Racial Discrimination – CERD)
4. UN-Ausschuss für die Beseitigung der Diskriminierung der Frau (Committee on the Elimination of Discrimination Against Women – CEDAW)
5. UN-Ausschuss gegen Folter (Committee Against Torture – CAT)
6. UN-Unterausschuss zur Verhütung von Folter (Subcommittee on Prevention of Torture – SPT)
7. UN-Ausschuss für die Rechte des Kindes (Committee on the Rights of the Child – CRC)
8. UN-Ausschuss zum Schutz der Rechte aller Wanderarbeitnehmer und ihrer Familienangehörigen (Committee on Migrant Workers – CMW)
9. UN-Ausschuss zum Schutz der Rechte von Menschen mit Behinderungen (Committee on the Rights of Persons with Disabilities – CRPD)
10. UN-Ausschuss gegen das Verschwindenlassen (Committee on Enforced Disappearances – CED)